# Tour de Flandes 1926
El Tour de Flandes 1926 es la 10.ª edición del Tour de Flandes. La carrera se disputó el 21 de marzo de 1926, con inicio y final en Gante después de un recorrido de 217 kilómetros. 
El vencedor final fue el belga Denis Verschueren, que se impuso a sus seis compañeros de fuga. Los también belgas Gustave Van Slembrouck y Raymond Decorte fueron segundo y tercero respectivamente.

## Clasificación final
|    | Ciclista               | Equipo                      | Tiempo     |
| -- | ---------------------- | --------------------------- | ---------- |
| 1  | Denis Verschueren      | Wonder-Ravat                | 7h 12' 30" |
| 2  | Gustave Van Slembrouck | J.B. Louvet-Wolber          | m. t.      |
| 3  | Raymond Decorte        | J.B.Louvet-Pouchois         | m. t.      |
| 4  | Julien Delbecque       | Armor-Dunlop                | m. t.      |
| 5  | Leon Parmentier        | Automoto-Hutchinson         | m. t.      |
| 6  | Omer Vermeulen         | Meteore-Wolber              | m. t.      |
| 7  | Gaston Rebry           | Peugeot-Dunlop              | m. t.      |
| 8  | August Verdyck         | Automoto-Hutchinson         | + 2' 30"   |
| 9  | Nicolas Frantz         | Alcyon-Dunlop               | + 6' 00"   |
| 10 | Jules Huyvaert         | La Française-Diamant-Dunlop | + 6' 00"   |